# Isabel de Velasco

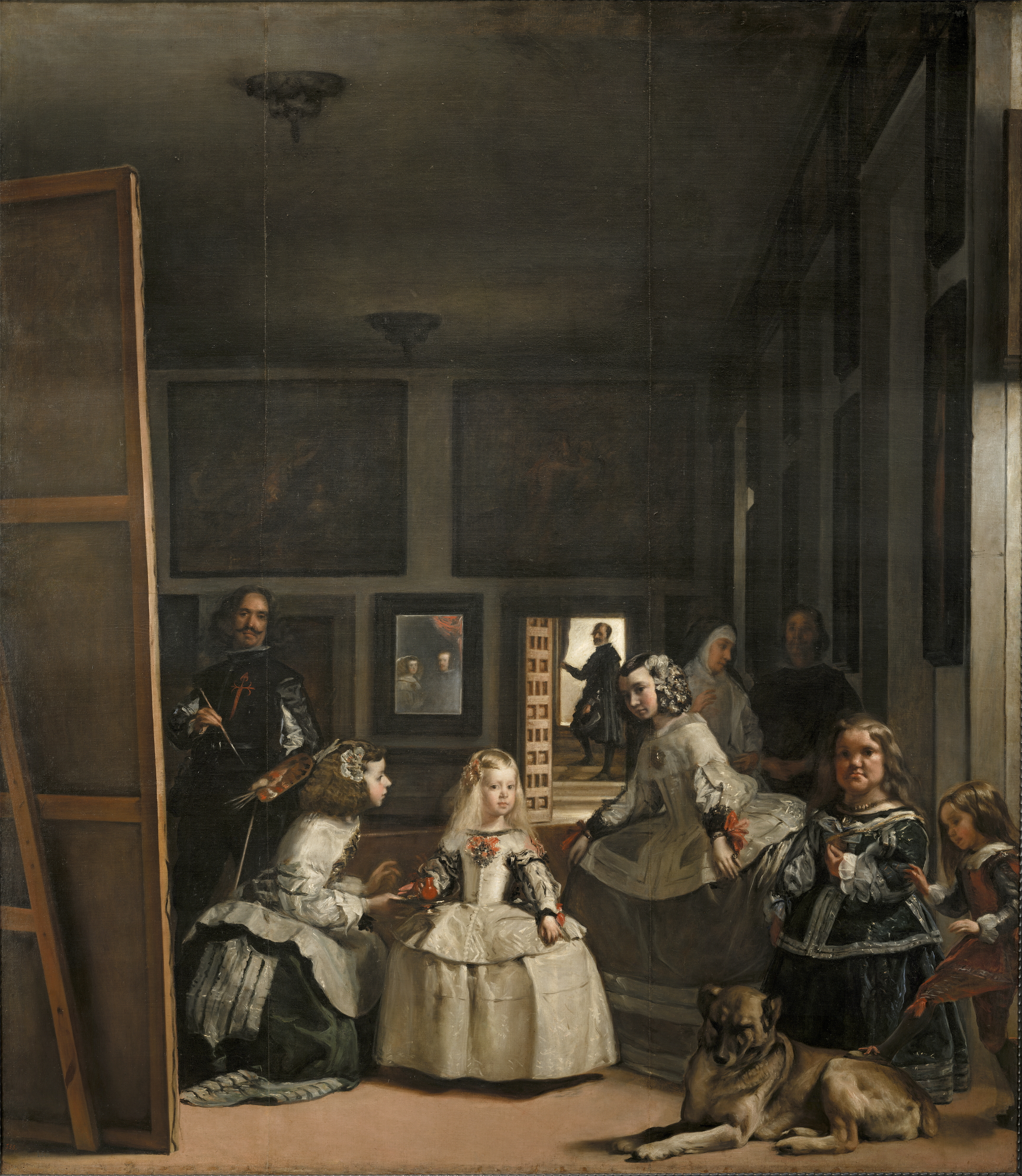
Las meninas. En la pintura aparecen, de izquierda a derecha: Velázquez, María Agustina Sarmiento, una de las meninas, la infanta Margarita, Isabel de Velasco, la otra menina, y los enanos Maribárbola y Nicolás Pertusato; en segundo plano, Marcela de Ulloa y un guardadamas; en el espejo se reflejan los reyes Felipe IV y Mariana de Austria, y al fondo aparece José Nieto, aposentador de palacio

Isabel de Velasco, (Colmenar de Oreja, 6 de septiembre de 1638-Madrid, 22 de octubre de 1659) fue una de las personas retratadas por el pintor Diego Velázquez en el cuadro Las Meninas, donde está representada a la izquierda de la infanta Margarita de Austria, cuando tenía 18 años de edad.
Hija de Bernardino López de Ayala y Velasco, VII conde de Fuensalida y I conde de Colmenar de Oreja, de su primera esposa Isabel de Velasco y Benavides, que había sido dama de la reina Isabel de Borbón desde 1621 hasta 1633. El 30 de septiembre de 1638, fue bautizada en la iglesia parroquial de Santa María la Mayor de la villa de Colmenar de Oreja.
A la edad de once años, entró al servicio del Palacio Real como menina de la reina Mariana de Austria, a quien sirvió desde el 26 de diciembre de 1649 hasta su muerte el 22 de octubre de 1659. Un día antes de su muerte, otorgó poder para que su padre testara en su nombre. El 23 de octubre de 1659, fue enterrada en el convento de San Francisco de la villa de Fuensalida (actualmente el Colegio San José de Fuensalida), donde lo estaba también su madre.
Lamentando su muerte, el duque de Montalto, caballerizo mayor de la reina, escribió en una carta al marqués de Castel Rodrigo: «murió pocos días ha la señora doña Isabel de Velasco, hija del conde de Fuensalida, dama de las que más lucían en Palacio».